# 中野館 (陸奥国)
中野館（なかのたて）は、岩手県盛岡市茶畑にあった日本の城。別称飛鳥川館。

## 概要
館主は九戸政実の弟、中野吉兵衛康実。北上川と簗川の合流地点北側の平地に位置する。館跡全体の規模や構造は不明だが、2017年（平成29年）7月に行われた、隣接する盛岡藩の陶磁器（山陰焼）の窯跡である「山陰焼窯跡」の発掘調査の際、中野館に属するとみられる大溝が検出されている。

### 歴史
三戸南部氏と抗争してきた高水寺城主・斯波詮真が、南部晴政の圧力に屈して、元亀2年（1571年）に九戸政実の弟・弥五郎を女婿として受け入れ、入嗣後に知行地として高田村を与えられ、高田吉兵衛康実と名を改めたが、当主が詮真からその子・詮直（詮元）に替わると確執して、天正14年（1586年）に康実は南部信直の下へ出奔、信直より中野館を与えられて中野吉兵衛康実と名乗り、これ以降、康実は南部氏側の斯波氏攻略の急先鋒となり、天正16年（1588年）に南部氏は斯波氏を滅亡させた。